# 史蒂芬·羅奇
史蒂芬·羅奇，(英文: Stephen S. Roach)，在紐約大學取得經濟學博士後任職於布魯金斯研究院和美國聯準會，後來擔任摩根史坦利首席經濟學家和亞洲區高層，並曾駐於香港。史蒂芬羅奇曾任金融海嘯時期香港政府咨詢組織 - 經濟機遇委員會的成員，委員會在2009年後解散。

## 觀點
史蒂芬·羅奇為忠實的全球化經濟自由支持者，並認為全球化分工是天然大勢所趨並非任何人可以扭轉，同時也是儲蓄率學派，認為儲蓄率直接影響長線國力強弱，低儲蓄率會成為一國眾多問題的最深根源。
於2020年6月公開青示，美元崩盤幾乎是無可避免。由於美國經濟長期以來一直受到嚴重的宏觀失衡困擾，國內儲蓄率極低及經常賬長期赤字，美元將會非常急劇地下跌，預計美元兌其他主要貨幣匯價可能下跌35%。他認為，未來幾年財政赤字爆破，問題將會惡化。2021年7月，史蒂芬·羅奇在接受《CNBC》訪問時表示中國近來的行動預示着冷戰的初期，令他感到不安。

## 著作
- Unbalanced: The Codependency of America and China 美國和中國的相互依存(2014)[5][6]
- The Next Asia: Opportunities and Challenges for a New Globalization亞洲的未來:新全球化時代的機遇和挑戰, (Wiley 2009)

## 外部參考
- 摩根史坦利首席經濟師 - 史蒂芬羅奇